# Střední průmyslová škola chemická akademika Heyrovského
Střední průmyslová škola chemická akademika Heyrovského, Ostrava, příspěvková organizace je jediná chemická průmyslovka v Moravskoslezském kraji. Od 1. září 1950, kdy byla založena, několikrát změnila název i sídlo. V současné době sídlí v Ostravě-Zábřehu na ulici Středoškolská 1 a nabízí studium ve dvou oborech čtyřletého denního studia zakončeného maturitou. Jedná se o obory Aplikovaná chemie (28-44-M/01) a Přírodovědné lyceum (78-42-M/006).
Podle zprávy České školní inspekce z roku 2006 má škola velmi dobré personální a dobré materiálně-technické zabezpečení výuky, sledované oblasti výuky jsou velmi dobré až vynikající a výsledky vzdělávání na škole jsou trvale na velmi dobré úrovni. Po deseti letech ČŠI konstatovala, že došlo k modernizaci odborných učeben a zapojení školy do celé řady projektů. Přes klesající úroveň absolventů ZŠ se škola snaží nepolevovat ve svých požadavcích na odbornou úroveň absolventů.
Škola v roce 2009 získala mezinárodní titul Ekoškola, který již třikrát obhájila (naposledy v roce 2017). Má status fakultní školy Ostravské univerzity, Univerzity Pardubice a Vysoké školy báňské.

## Názvy
- 1950: Průmyslová škola chemická (PŠCH)
- 1952: Střední průmyslová škola chemická (SPŠCH)
- 1990: Střední průmyslová škola chemická akademika Heyrovského (SPŠCH)
- 2004: Střední průmyslová škola chemická akademika Heyrovského a Gymnázium (SPŠCHaG)
- 2006: Střední odborná škola chemická akademika Heyrovského a Gymnázium (SOŠCHaG)
- 2007: Střední průmyslová škola chemická akademika Heyrovského a Gymnázium (SPŠCHG)
- 2016: Střední průmyslová škola chemická akademika Heyrovského (SPŠCH)

## Historie

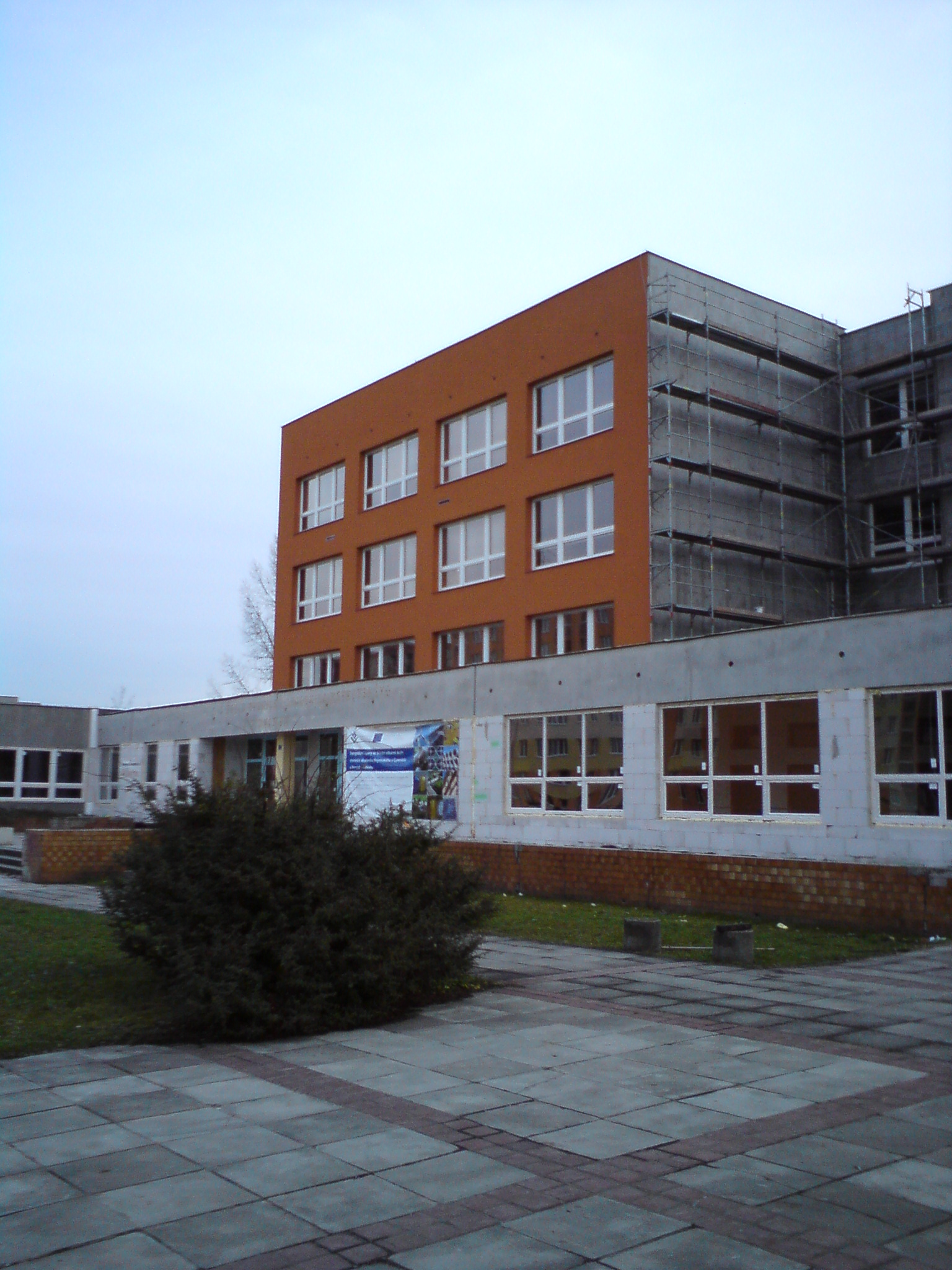
Zateplování budovy školy (prosinec 2008)

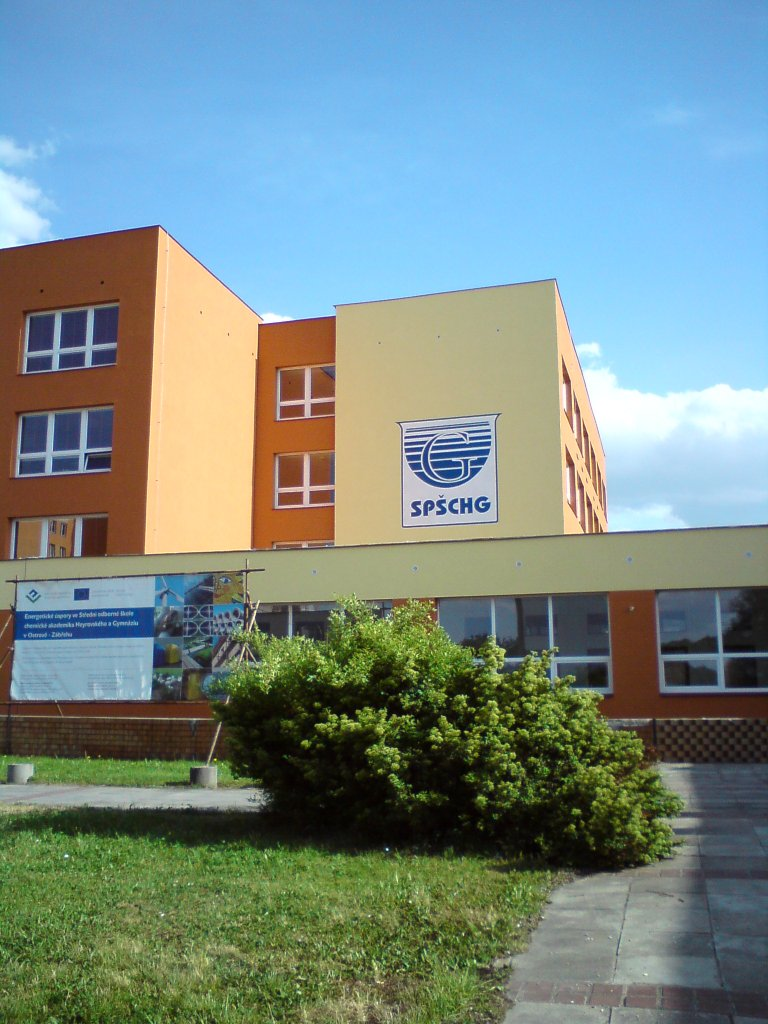
Zateplování budovy školy (květen 2009)

- 1950: založena dvouletá Průmyslová škola chemická v budově SEŠ na Žerotínově ulici
- 1952:
  - absolvují první absolventi dvouleté PŠCH
  - založena čtyřletá SPŠCH
  - zavedeno večerní studium pracujících
- 1954: absolvují poslední absolventi dvouleté PŠCH
- 1956: absolvují první absolventi čtyřleté SPŠCH
- 1960: absolvují první maturanti večerního studia
- 1964: absolvují první maturanti dálkového studia
- 1965: škola získává rodinnou vilku na rohu Jesenského a Dimitrovovy ulice
- 1972: škola zajišťuje výuku předmětů na dálkovém studiu oboru Oděvnictví
- 1973: řediteli Ranochovi se podařilo prosadit změnu projektu plánované výstavby SPŠ stavební na SPŠ chemickou
- 1983:
  - škola se stěhuje do nových učebních prostor
  - uspořádána 1. odborná konference SPŠCH v sekcích Analytická chemie, Chemická technologie a Životní prostředí
- 1987: škola navazuje spolupráci s chemickou průmyslovou školou ve Varně
- 1988: dokončena výstavba školní kuchyně s jídelnou
- 1990: škola získává čestný název SPŠCH akademika Heyrovského
- 1991: zřízena studovna, reorganizována knihovna
- 1992: otevřen první ročník denního studia oboru Oděvnictví
- 1993: schválen nový obor Technická chemie se společným prvním a druhým ročníkem a volbou odborného zaměření ve třetím a čtvrtém ročníku
- 1995:
  - otevřena Galerie u chemiků (14. listopadu)
  - v celostátním porovnávání úrovně škol SET 95 se škola dostává do popředí žebříčků
- 1997:
  - zrušen obor Oděvnictví
  - schválen nový obor Aplikované chemie vycházející z filosofie oboru Technická chemie
- 1998: rozšířena nabídka zaměření oboru Aplikovaná chemie na Chemická technologie, Analytická chemie, Ochrana životního prostředí, Výpočetní technika v chemii, Farmaceutické substance a Podnikový management
- 2000: škola se zapojila do projektu Leonardo da Vinci – Podnikatelský duch
- 2002: škola se zapojila do projektu Leonardo da Vinci – FACE (Forum for Alternating Chemical Education)
- 2003:
  - MŠMT schválilo rozšíření vzdělávací nabídky o obor Gymnázium – všeobecné
  - změna názvu na Střední průmyslová škola chemická akademika Heyrovského a Gymnázium (od 01.09.2004)
- 2005:
  - změna názvu na Střední odborná škola chemická akademika Heyrovského a Gymnázium (od 01.09.2006)
  - škola se zapojila do řešení projektu Leonardo da Vinci – Počítačem podporovaná laboratoř pro vyučování přírodovědných a technických předmětů
- 2006:
  - MŠMT schválilo rozšíření vzdělávací nabídky o obor Přírodovědné lyceum
  - změna názvu na Střední průmyslová škola chemická akademika Heyrovského a Gymnázium (od 01.01.2007)
- 2008:
  - škola provedla výměnu oken a zateplení budovy v celkové hodnotě 39 milionů korun[9][10]
- 2009:
  - v červenci škola hostila účastníky mezinárodní hasičské soutěže CTIF a získala mezinárodní titul Ekoškola
- 2013:
  - zrušen obor Gymnázium

## Galerie u chemiků
Galerie u chemiků byla na škole otevřena vernisáží výstavy mužského aktu fotografa Petra Ondrušky 14. listopadu 1995. V prostorách o rozměrech 5×7 metrů od té doby proběhla řada výstav od autorů známých i méně známých, zkušených i začínajících, profesionálů i amatérů. Prostor dostávají také studenti školy – každoročně v červnu se např. koná výstava prací školního kroužku černobílé fotografie. Pravidelné jsou také výstavy mentálně postižených klientů ostravského Čtyřlístku – centra pro osoby se zdravotním postižením (někdejší Ústav sociální péče v Muglinově). Mezi nejvzdálenější vystavovatele patří doc. Ing. M. Kaláb, CSc., z Kanady. Zatím nejčastěji v galerii vystavoval Aleš Kalivoda. Ze známých vystavovatelů lze dále jmenovat Alexandra Babraje, Františka Řezníčka či Milana Blšťáka.

## Ředitelé
- 1950–1956: Ing. Otto Uher
- 1956–1957: Ing. Karel Hradský
- 1957–1970: Ing. Richard Kalus
- 1970–1977: Delfín Ranocha
- 1977–1990: Ing. Dagmar Woznicová
- 1990–1998: Ing. Rudolf Klančík
- 1998–2021: Ing. Jiří Kaličinský
- od roku 2021: Ing. Radim Vajda, MBA

## Absolventi

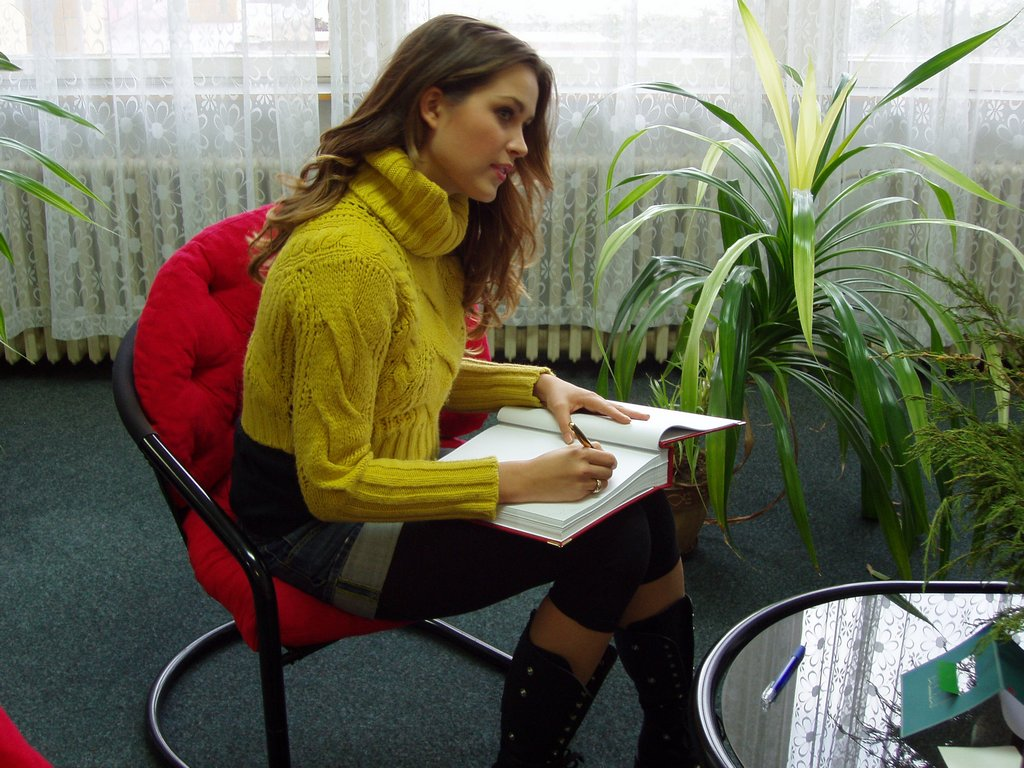
Petra Němcová

Mezi známé absolventy školy patří např. česká topmodelka Petra Němcová, která školu navštívila při natáčení pořadu pro stanici Discovery Channel dne 18. prosince 2006, bývalý ostravský primátor Aleš Zedník, spisovatel Josef Pecinovský či „povodňový generál“ Petr Voznica. Z mladých absolventů lze jmenovat např. Vojtěcha Kundráta, vítěze celostátní soutěže Chytrá řešení pro životní prostředí, laureáta ceny Genus a ceny Učené společnosti České republiky, či Vladimíra Maryšku, který získal druhé místo v celostátní soutěži Chytrá řešení pro životní prostředí.